# Oasi naturalistica del Mulino Cervara
L'Oasi naturalistica del Mulino Cervara è un'area faunistica protetta situata a Santa Cristina di Quinto di Treviso, in Provincia di Treviso. È una delle porte di accesso al Parco naturale regionale del Fiume Sile, rientrando nel SIC IT3240028 "Fiume Sile dalle sorgenti a Treviso Ovest" e nella ZPS IT3240011 "Sile: sorgenti, paludi di Morgano e S. Cristina".